# Actions antifascistes en France
L’Action antifasciste est un mouvement politique d'extrême gauche organisé en collectifs autonomes s'opposant à l'extrême droite et au fascisme.
Les groupes se réclamant de l'appellation Action antifasciste ne sont ni un parti politique, ni une organisation politiquement constituée, ni une association. Ils s'organisent en « collectifs » qui agissent par différents moyens : manifestation, action plus violente, partage d’informations, réflexion théorique sur l’antifascisme, graffiti, musique, etc..
Indépendants les uns des autres, les groupes, souvent « affinitaires », forment une mouvance plus qu'un véritable mouvement traditionnel organisé. Le politologue Nicolas Lebourg précise que « c’est assez typique d’une nouvelle forme de militantisme qui se construit loin d’un parti monolithique ou d’un léninisme d’une seule teinte ».
Difficilement évaluables en nombre, les structures Action antifasciste en France collaborent parfois avec divers syndicats libertaires et collectifs antiracistes locaux. Ils disposent de sites internet ou de pages Facebook pour organiser leurs actions.

## Éléments historiques

### Les années 1980 à 2000

Le logo du Réseau No Pasaran (2010).

En France, dans les années 1980, des collectifs antifascistes autonomes (Section carrément anti-Le Pen (Scalp), souvent non organisés et non institués, se fédèrent en partie dans le Réseau No Pasaran qui s'auto-dissout en 2013.
En 1990, est créé le réseau associatif Ras l'front dont le but est de lutter contre le Front national et ses idées. Fin des années 2000, le réseau disparaît.

### Époque contemporaine
L'antifascisme contemporain n'est pas à proprement parler un mouvement unifié et structuré. Selon Gilles Vergnon, professeur d’histoire contemporaine à l’Institut d'études politiques de Lyon et auteur de l’Antifascisme en France : « le mouvement antifasciste n’est plus du tout organisé au niveau national comme c’était le cas dans les années 1990 », et par ailleurs, « c’est une mouvance qui postule un antifascisme radical, c’est-à-dire qu’il n’est pas question d’avoir des alliances larges contre le Front national : ils ne s’allient ni avec la droite modérée ni avec la gauche du gouvernement ».
Dans les années 2000, il n’existe plus d’organisation nationale active et coordonnée. Pour Guillaume Origoni, docteur en histoire contemporaine à Paris X, spécialiste des groupes radicaux, « depuis le début des années 2000 […] les modes d’action ne se réfèrent pas à un grand projet de transformation de la société mais plutôt à des combats précis […] En ce moment, ce sont les violences policières ».

## Collectifs en France

### Action antifasciste Paris-Banlieue
Fondée en 2012, l'Action antifasciste Paris-Banlieue (AFA Paris-Banlieue) regrouperait le plus grand nombre de militants antifascistes à Paris,..
L'Action antifasciste Paris-Banlieue est largement médiatisé, en juin 2013, à la suite de l'affaire Clément Méric puis, en mai 2016, à la suite de l'attaque et de l'incendie d'une voiture de police en marge d'une manifestation de policiers contre la « haine anti-flics ».
L'Action antifasciste Paris-Banlieue fréquenterait notamment le bar Le Saint-Sauveur, au pied de la butte de Ménilmontant,,.

### Collectif antifasciste Paris-Banlieue
Le Collectif antifasciste Paris-Banlieue (CAPAB) est un groupe indépendant de l'AFA Paris-Banlieue visant à recruter plus largement. Il a vocation à réunir en son sein des membres issus des quartiers, des lycées, des facs ou des entreprises sur des thèmes plus larges tels que l’antiracisme, le féminisme, les droits LGBT, ou l’anticolonialisme.

### Action antifasciste Marseille
Début 2015, l'AFA-Marseille participe à des actions de mémoire, 20 ans après la mort du jeune Marseillais d'origine comorienne Ibrahim Ali, tué d'une balle en plein cœur tirée par un colleur d’affiches du Front national.
À la suite du décès du militant libertaire Clément Méric, Hazem Nosotros, membre de l’Action antifasciste Marseille, réalise un film documentaire réunissant divers témoignages, en France comme à l’étranger. L'auteur met le documentaire en ligne sur YouTube en mars 2015.
Le 16 avril 2016, le collectif Action antifasciste Marseille réunit quelque 300 personnes pour un « repas de quartier contre l’extrême droite ».

### Action antifasciste NP2C

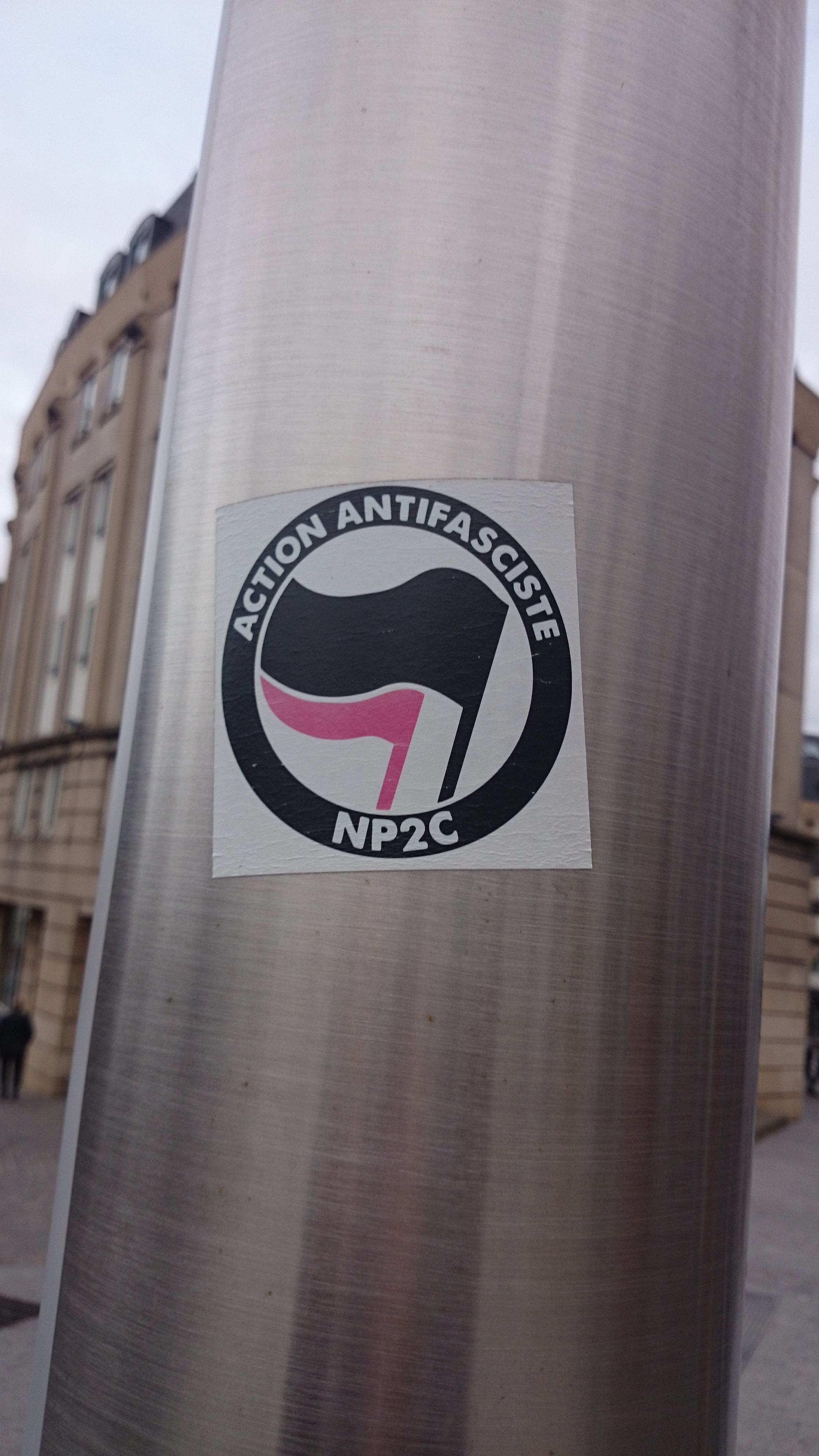
Symbole de l'Action antifasciste NP2C dans une rue de Bruxelles.

L’Action antifasciste NP2C (comme Nord-Pas-de-Calais) se définit comme un groupe « autonome, non lié à une formation politique traditionnelle […] sur des bases libertaires et anarchistes ». L'Action antifasciste NP2C serait impliquée dans des affrontements physiques avec des militants d'extrême droite, notamment à Lille en janvier 2015. En septembre 2016, elle appelle à manifester à Lille contre l'ouverture d'un bar de la « mouvance identitaire ».
En novembre 2011, Hervé Rybarczyk, guitariste d'un groupe lillois de punk rock est retrouvé mort dans le canal de la Deûle. L'affaire est classée sans suite, mais rebondit en 2017 avec la mise en examen de trois membres de l’extrême droite radicale à l'occasion du procès du White Wolf Klan pour « violences volontaires ayant entraîné la mort sans intention de la donner, en réunion, avec préméditation ou guet-apens et avec arme ». Il semblerait que Hervé Rybarczyk ait été victime d'un guet-apens prémédité. En mai 2017, l'Action antifasciste NP2C appelle à un rassemblement en hommage « aux victimes du fascisme » et dénonce le rôle de l'ultradroite mise en cause dans le décès d’Hervé Rybarczyk,,.

### Action antifasciste d'Agen
En 2016, l'Action antifasciste d'Agen anime le bar « L’Embuscade » situé rue Gérard Duvergé, du nom du résistant libertaire français de la Deuxième Guerre mondiale.

### Union antifasciste toulousaine
L'Union antifasciste toulousaine (UAT) est établie à Toulouse.

### Réseau antifasciste angevin
Fondé en juin 2013, après la mort de Clément Méric, le Réseau antifasciste angevin (Raaf) est particulièrement actif, en janvier 2018, en opposition à l'ouverture à Angers d'un local de la mouvance identitaire. Ce local ferme le 15 décembre 2018.

### Brigade Antifasciste de Strasbourg / Jeune Garde
Fondée en janvier 2017, la Brigade Antifasciste (BAF) se définissait comme un groupe communiste internationaliste antifasciste, deux sections étaient actives, l'une à Strasbourg, et l'autre dans les villes de Sélestat et de Colmar. Elle est particulièrement active à la suite de l'ouverture d'un bar d'extrême droite à Strasbourg, ainsi qu'en réponse à de nombreux actes de violences imputés aux membres de l'organisation gérant le bar identitaire,. En 2019, elle se transforme en « Jeune Garde Antifasciste », branche strasbourgeoise d'une organisation existant à Lyon depuis 2018. La Jeune Garde est également présente à Paris, Montpellier et Lille.
La Jeune Garde a pour ambition de changer l'image de l'antifascisme et de le faire sortir de sa sous-culture. Suivant cette logique, le groupe prend la parole dans des émissions de télévision et collabore avec des organisations et des partis politiques traditionnels. En 2021, Jeune Garde se dote d'un porte-parole, Raphaël Arnault, ce qui est inédit dans le milieu antifasciste. Lors des élections législatives anticipées de juin-juillet 2024, à la suite de la dissolution de l'Assemblée Nationale par le président Macron, [Raphaël Arnault est investi candidat par La France insoumise (LFI) dans l'alliance des partis de gauche du Nouveau Front populaire (NFP). Le 7 juillet 2024, Raphaël Arnault bat au second tour, Catherine Jaouen, candidate du Rassemblement National, et est ainsi élu député de la première circonscription du Vaucluse avec 54,98% des voix.

### Groupe antifasciste Lyon et environs
Le Groupe antifasciste Lyon et environs (GALE) s’inscrit dans un objectif de renouveau de la lutte antifasciste. Le ministre de l'Intérieur demande la dissolution du groupe en 2022 sur le motif que « le GALE inscrit sa stratégie dans la récurrence d’actions violentes, légitimées par un discours idéologique dirigé contre la violence et le racisme d’État ». L'avocat du GALE estime au contraire que « rien dans le décret ne démontre factuellement son implication dans les violences ». Au même moment, l'association Rempart à Lyon reconstitue les groupuscules lyonnais d’extrême droite, après la dissolution de Génération identitaire et du Bastion social.
La dissolution du GALE est prononcée le 31 mars 2022, le juge des référés du Conseil d’État, chargé de se prononcer en urgence sur la dissolution, est sollicité pour décider s’il suspend ou non le décret gouvernemental, avant l’audience au fond. Le 16 mai 2022, le Conseil d'État annule la dissolution du GALE, arguant que « les éléments retenus contre le groupement, pris tant isolément que dans leur ensemble, ne justifient pas sa dissolution au regard du code de la sécurité intérieure »,. Le 9 novembre 2023, le GALE est dissous par le Conseil d’État, qui juge que cette action est adaptée, nécessaire et proportionnée à la gravité des troubles susceptibles d’être portés à l’ordre public. Les avocats du GALE annoncent saisir la Cour européenne des droits de l'homme pour contester une décision qui selon eux « raye d’un trait de plume la liberté d'association, d'expression et de réunion, parce que ça disconvient au gouvernement », et empêche « la dénonciation politique de l'action policière et de l'extrême droite ».

### Comité antifasciste de Saint-Étienne
Apparu la première fois contre la venue de Jean-Marie Le Pen à Saint-Étienne en 2013, ce groupe est actif depuis.
Actif localement, ses militants sont à l'origine de plusieurs annulations de concerts néonazis ou néofascistes sur la ville de Saint-Étienne et ils utilisent notamment les sommets des crassiers pour déposer des messages.
En 2020, pendant les confinements liés a la pandémie de Covid-19, ils créent une « Brigade de Solidarité » avec les Jeunes communistes à Saint-Étienne pour organiser des collectes et des distributions alimentaires.
Cette initiative a fait l'objet d'un documentaire intitulé Ici maintenant, itinéraire d'une solidarité, qui retrace cet engagement solidaire en période de crise sanitaire.

Logo de l'Action antifasciste Paris-Banlieue.
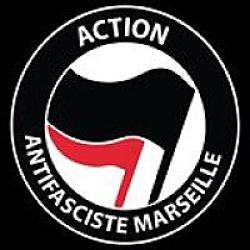
Logo de l'AFA Marseille.
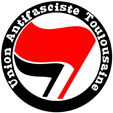
Logo de l'UAT.
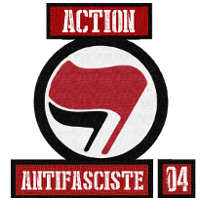
Logo de l'AFA 04.
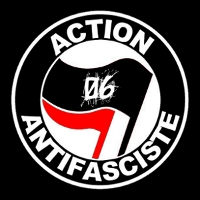
Logo de l'AFA 06.
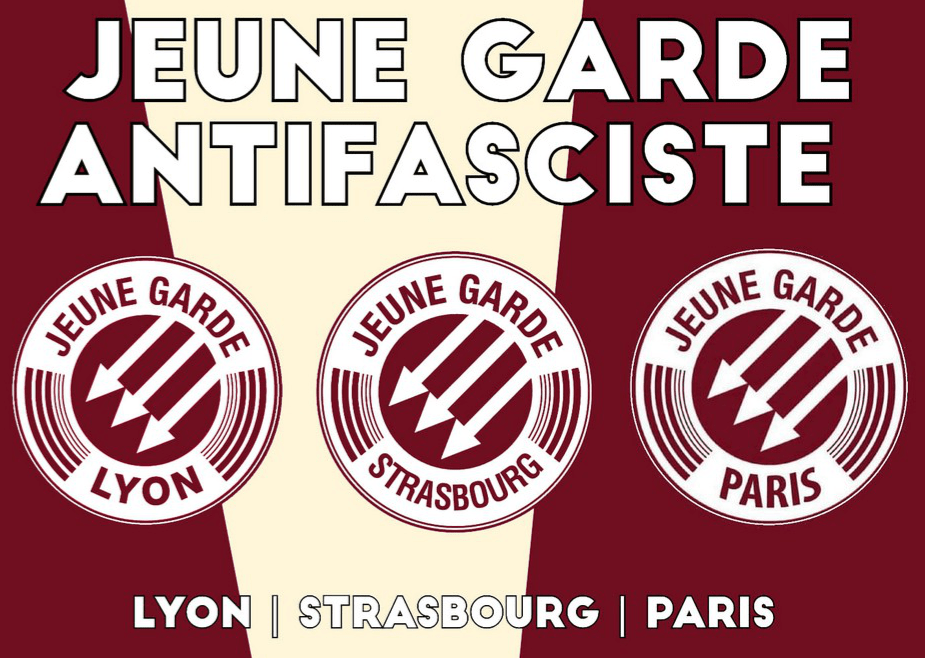
Logo des trois branches de la Jeune Garde.
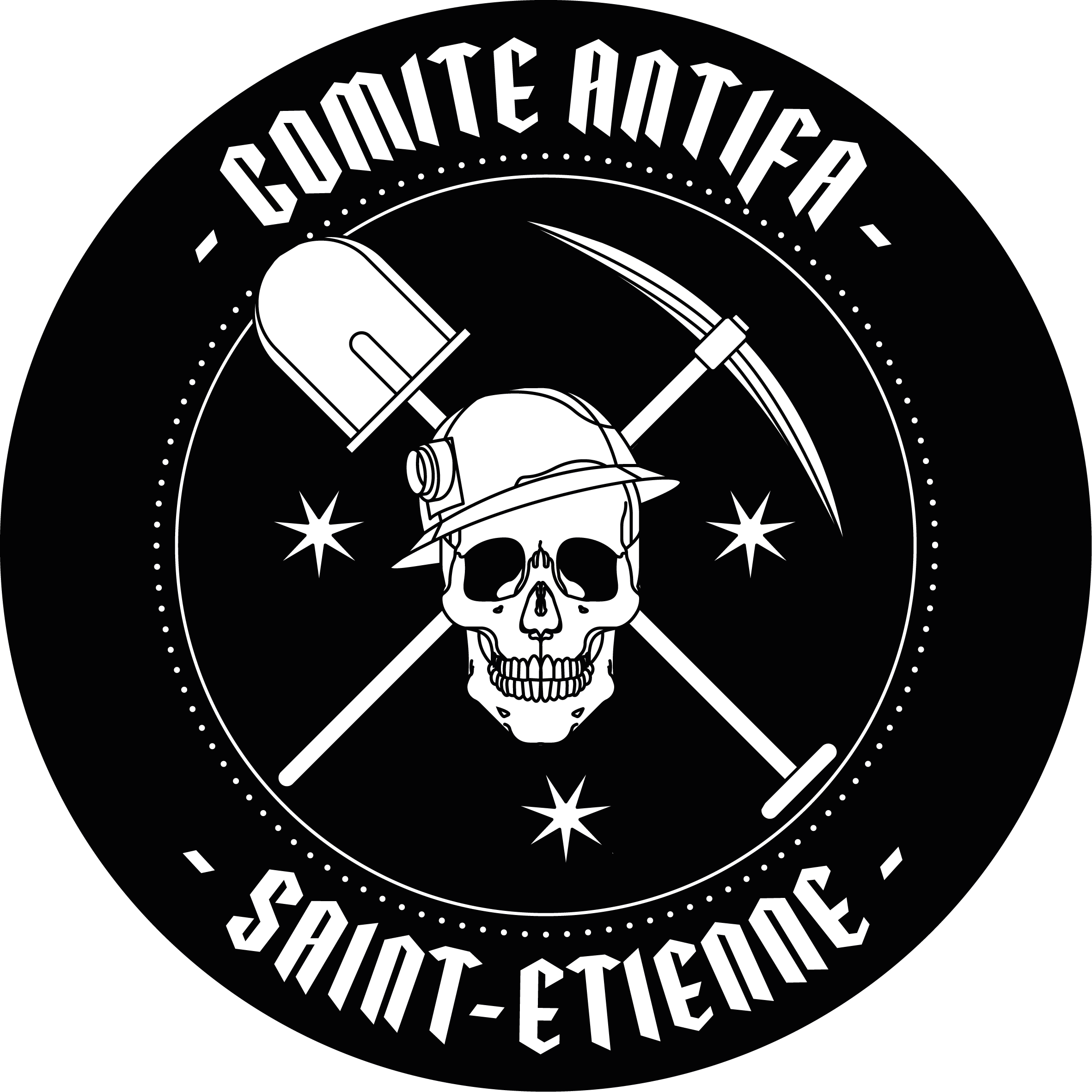
Logo du Comité Antifa de Saint Etienne

### Médiagraphie

#### Vidéos
- Hazem El Moukaddem, Acta non verba, film documentaire, Marseille, Collectif Nosotros, 2014, 66 minutes, voir en ligne.
- Action antifasciste à Sciences Po Paris le jeudi 13 février 2014, contre la présence du FN à Sciences-Po Paris, voir en ligne.

#### Photographies
- Yan Morvan, Skins contre « antifas » : aux origines de la guerre, L'Obs, 14 juin 2013, [lire en ligne].